# Cheilinus quinquecinctus
Cheilinus quinquecinctus là một loài cá biển thuộc chi Cheilinus trong họ Cá bàng chài. Loài này được mô tả lần đầu tiên vào năm 1835.

## Từ nguyên
Từ định danh quinquecinctus được ghép bởi hai âm tiết trong tiếng Latinh, quinque ("năm") và cinctus ("đeo thắt lưng"), hàm ý đề cập đến 5 dải sọc trắng trên cơ thể của loài cá này.

## Phạm vi phân bố và môi trường sống
C. quinquecinctus trước đây được xem là danh pháp đồng nghĩa của Cheilinus fasciatus, một loài được phân bố rộng khắp Ấn Độ Dương-Thái Bình Dương, nhưng bằng chứng phát sinh chủng loại phân tử cho thấy chúng là hai loài riêng biệt. C. quinquecinctus có phạm vi phân bố giới hạn ở Biển Đỏ và vịnh Tadjoura; tuy C. quinquecinctus cũng được ghi nhận tại Socotra nhưng không có bất kỳ ảnh chụp hay mẫu vật nào có sẵn để xác định có phải loài này không.
C. quinquecinctus sống gần các rạn viền bờ, nơi có nền đáy cát hoặc trộn lẫn đá vụn ở độ sâu đến ít nhất là 40 m; cá con nhát hơn, chỉ bơi gần các hốc hay kẽ đá.

## Mô tả
Chiều dài lớn nhất được ghi nhận ở C. quinquecinctus là 23 cm. Chúng có bộ hàm rất chắc, hàm dưới đặc biệt nhô ra ở những cá thể trưởng thành. C. quinquecinctus có kiểu hình rất giống với C. fasciatus. Cơ thể có các dải sọc màu đen và trắng xen kẽ. Vùng màu đỏ cam ở thân trước từ gáy xuống ngực, lan rộng đến phía trước mắt (cam nhạt hơn nhiều ở cá cái).
Ở cá đực, vây đuôi của C. fasciatus phát triển hai thùy đuôi dài ở rìa trên và dưới, trong khi vây đuôi của C. quinquecinctus có răng cưa ở rìa sau, tạo thành kiểu hình "rách rưới" đặc trưng (đây là đặc điểm dễ phân biệt nhất giữa hai loài). Vùng màu đỏ cam ở thân trước của C. quinquecinctus lan rộng hơn đến giữa thân so với C. fasciatus. Thân dưới, nửa sau của vây đuôi cũng như trên vây lưng và vây hậu môn của C. fasciatus có nhiều chấm đỏ sẫm, tuy nhiên C. quinquecinctus không có bất kỳ đốm chấm nào ở những vị trí này. Xung quanh mắt của C. fasciatus có các vệt màu cam, và cũng không có ở C. quinquecinctus.
Số gai ở vây lưng: 9; Số tia vây ở vây lưng: 10; Số gai ở vây hậu môn: 3; Số tia vây ở vây hậu môn: 8; Số tia vây ở vây ngực: 12; Số gai ở vây bụng: 1; Số tia vây ở vây bụng: 5.

## Sinh thái học
Thức ăn của C. quinquecinctus là các loài thủy sinh không xương sống có vỏ cứng, bao gồm động vật thân mềm, động vật giáp xác và cầu gai nhờ sở hữu bộ hàm chắc khỏe.